# Naâma (chanteuse)
Naâma (arabe : نعمة), de son vrai nom Halima Bent Laroussi Ben Hassen Escheikh (arabe : حليمة الشيخ), née le 27 février 1934 à Azmour et morte le 18 octobre 2020 à Tunis, est une chanteuse tunisienne.
Elle est appelée Naâma (« grâce » en arabe tunisien) par le compositeur Salah El Mahdi. Naâma devient le nom de scène qu'elle conserve jusqu'à sa retraite à la fin des années 1990.

## Biographie
Née le 27 février 1934 à Azmour, Halima Bent Laroussi Ben Hassen Escheikh grandit dans une famille de mélomanes ; sa mère Khédija Bent Boubaker chante durant les travaux ménagers alors que son père Laroussi est un chanteur réputé à Azmour. Après la mort de sa sœur Fatma et le divorce de ses parents, alors qu'elle a six mois, elle part pour Tunis en compagnie de sa mère et s'installe chez des amis de son oncle dans la médina,.
Elle fréquente alors la demeure de Béchir Ressaïssi, représentant des disques Baidaphon, où elle assiste aux répétitions des artistes tunisiens de l'époque. Mariée à l'âge de seize ans à un notaire âgé de 29 ans, Abed Dérouiche — dont elle a deux garçons, prénommés Tarak et Hichem, et une fille, prénommée Henda —, elle s'oppose à sa famille sur ses projets de carrière artistique ; elle chante dans des soirées privées données dans son voisinage.
Au milieu des années 1950, elle rejoint La Rachidia où Salah El Mahdi, qui la prend sous sa coupe après avoir entendu l'une de ses prestations, lui donne un nom artistique sous lequel elle est connue depuis ; il lui compose également une première chanson sur des paroles de Mohamed Jamoussi, Ellil ah ya lil jit nechkilek. Il la fait se produire lors des concerts de l'institution diffusés à la radio nationale. Le premier concert public que Naâma anime est organisé à Sfax. Toutefois, c'est durant les nuits du ramadan, qui se déroulent à la salle Al Fath à Bab Souika, accompagnée de la troupe dirigée par Ridha Kalaï, que le public découvre et tombe sous le charme de sa voix.
Elle se fait vite connaître à travers le pays puis au Maghreb où elle donne plusieurs concerts. Elle devient peu à peu la muse de plusieurs compositeurs tunisiens comme Boubaker El Mouldi, Mohamed Triki, El Mahdi, Ridha Kalaï, Ali Riahi, Kaddour Srarfi et Chedly Anouar.
Une fois sur scène, elle dégage une énergie communicative par ses chansons chargées de poésie populaire. Avec Oulaya, elle incarne les aspirations d'une jeunesse en quête de nouvelles mélodies. Si Oulaya préfère partir pour Le Caire, à la recherche d'une reconnaissance au Moyen-Orient, Naâma reste fidèle à son public tunisien. Le répertoire de Naâma comprend plus de 500 chansons dont plusieurs poèmes mis en musique.
Elle meurt le 18 octobre 2020 à l'hôpital militaire de Tunis.